# Аллен, Уайатт
Уайатт Аллен (англ. Wyatt Allen; род. 11 января 1979, Балтимор) — американский гребец, выступавший за сборную США по академической гребле в период 2000—2008 годов. Чемпион летних Олимпийских игр в Афинах, бронзовый призёр Олимпийских игр в Пекине, победитель и призёр многих регат национального значения. Ныне — тренер по гребле.

## Биография
Уайатт Аллен родился 11 января 1979 года в городе Балтимор, штат Мэриленд.
Учился в старшей школе в Портленде, затем поступил в Виргинский университет. Заниматься академической греблей начал в 1997 году, во время учёбы в университете состоял в местной гребной команде «Виргиния Кавальерс», неоднократно принимал участие в различных студенческих соревнованиях.
В период 2000—2001 годов достаточно успешно выступал на молодёжном Кубке наций, в частности в восьмёрках становился серебряным призёром на этапе в австрийском Линце.
В 2002 году вошёл в основной состав американской национальной сборной и выступил на мировом первенстве в Севилье, в парных четвёрках сумел квалифицироваться лишь в утешительный финал B и расположился в итоговом протоколе соревнований на десятой строке.
На чемпионате мира 2003 года в Милане вновь стартовал в парных четвёрках, но так же был далёк от попадания в число призёров.
Благодаря череде удачных выступлений удостоился права защищать честь страны на летних Олимпийских играх 2004 года в Афинах. В составе экипажа-восьмёрки в финале обошёл всех своих соперников и тем самым завоевал золотую олимпийскую медаль.
После афинской Олимпиады Аллен остался в гребной команде США на ещё один олимпийский цикл и продолжил принимать участие в крупнейших международных регатах. Так, в 2005 году он выступил в парных одиночках на мировом первенстве в Гифу.
В 2006 году в парных четвёрках взял бронзу на этапе Кубка мира в Люцерне, тогда как на чемпионате мира в Итоне занял восьмое место.
На мировом первенстве 2007 года в Мюнхене был четвёртым в восьмёрках.
Находясь в числе лидеров американской национальной сборной, благополучно прошёл отбор на Олимпийские игры 2008 года в Пекине. На сей раз в восьмёрках пришёл к финишу третьим позади экипажей из Канады и Великобритании, таким образом добавил в послужной список бронзовую олимпийскую награду. Вскоре по окончании этих соревнований принял решение завершить спортивную карьеру.
Впоследствии в качестве тренера возглавлял мужскую гребную команду Дартмутского колледжа.